# 8114 Лафкадіо
8114 Лафкадіо (8114 Lafcadio) — астероїд головного поясу, відкритий 24 квітня 1996 року.
Тіссеранів параметр щодо Юпітера — 3,528.